# Sextans (Münze)
Der Sextans war eine römische Münze im Wert von einem Sechstel As, also von zwei Unciae. Das Wertzeichen dieser Münze sind deshalb zwei Wertkugeln.
Der Sextans wurde zum ersten Mal zur Zeit der römischen Republik, etwa im Jahr 275 v. Chr. in Bronze geprägt. Die Motive auf den ersten Münzen unterscheiden sich; so sind auf den ersten Stücken Muscheln, Dioskurenköpfe oder Schildkröten abgebildet. Erst um das Jahr 220 v. Chr. wurden auf Avers und Revers einheitliche Motive festgelegt. So ist ab diesem Zeitpunkt auf nahezu jedem Sextans auf dem Avers der Kopf des Mercurius mit zwei Wertkugeln zu sehen, auf dem Revers hingegen eine Prora nach rechts mit zwei Wertkugeln, meistens steht ein „ROMA“ darüber. 
Ab dem Jahr 120 v. Chr. nahm die Prägung dieses Münznominals ab. Um 90 v. Chr. wurde die Prägung letztendlich eingestellt.